# Mike Premmereur
 (février 2019).
Si vous disposez d'ouvrages ou d'articles de référence ou si vous connaissez des sites web de qualité traitant du thème abordé ici, merci de compléter l'article en donnant les références utiles à sa vérifiabilité et en les liant à la section « Notes et références ».
Mike Premmereur est un animateur de radio né le 11 juin 1965 à Paris. Il anime depuis 2008 sur RTL2, la RTL2 Pop Rock List, RTL2 Made in France, RTL2 Pop Rock Party le mix.

## Biographie

### Jeunesse et études
Après des études d'électronique à Toulouse au lycée Déodat-de-Séverac et un passage par la radio locale FM46 à Cahors, il monte à Paris pour intégrer une école de radio à Rueil-Malmaison en 1985 EBS (European Broadcasting School)[réf. nécessaire].

### Carrière professionnelle
Sous la direction de Jean-Philippe Allain (ancien animateur d'Europe 1), il suit une année de cours, entouré par des professeurs comme Yves Bigot, Patrice Arditti et la marraine Julie d'Europe 1. 
Il rejoint en juin 1986 le Groupe NRJ et l'équipe de Max Guazzini. Il intègre la radio avant d'avoir terminé sa formation. 
De 1986 à 1999, animateur sur plusieurs tranches, il présente sa première émission sur NRJ le 12 juillet 1986.  
- 1993 Hit NRJ[2].
- Matinales Week-End NRJ
- 1990 Hit des Clubs NRJ Média Control[3].
- Extravadance
- Better Days (avec Bibi et Sami Dee).

Il fut également le joker de Star Match et des Disques à la demande sur NRJ. 
Voix off du premier habillage de Rires et Chansons et une des voix off des bandes annonces du Groupe NRJ. Une voix qui sera présente sur Chérie, Rires et Chansons et NRJ de 1986 à 1999.   
Comédiens sur plusieurs pubs TV et Radios depuis 1986    
De 1990 à 1998, sous son vrai prénom Pierre Nicolas, il deviendra la voix off de l'émission Juste Prix sur TF1 en alternance jusqu'en 1992 et deux ans plus tard il remplace Jean-Pierre Descombes, des plusieurs émissions enregistrées avec Patrick Roy et Philippe Risoli. Voix off des Copains en Or avec Alexandre Delpérier et en joker sur Une famille en or avec Bernard Montiel et Laurent Cabrol.    
En 2000, il devient voix off et programmateur de la chaîne MCM International, fonde quelques années plus tard sa société d'événementiel Event Prestige.
En 2007, il participe au projet de NRJ STORY. Les animateurs emblématiques de NRJ des années 80-90 reprennent l'antenne au travers d'une Web radio.
En 2008, il entre dans le Groupe M6 pour la station de la radio RTL2.
Depuis février 2008, il est animateur sur la station RTL2, il présente la RTL2 Pop Rock List, RTL2 Made In France et RTL2 Pop Rock Party le mix avec Loran et RLP.